# Найджел Кеннеді
Найджел Кеннеді (англ. Nigel Kennedy; нар. 28 грудня 1956) — британський скрипаль і альтист. Свою кар'єру збудував виконуючи та записуючи багато відомих класичних скрипкових концертів. Згодом до свого репертуару він додав джаз, клезмер та музику інших жанрів.

## Музика в родині
Дід Найджела Кеннеді — Лорі Кеннеді, британський музикант, головний віолончеліст Симфонічного оркестру Бі-Бі-Сі, грав із Фріцом Крейслером, Яшею Хейфецом, Артуром Рубінштейном та іншими. Його бабуся була Дороті Кеннеді, піаністка, що акомпанувала Джону МакКормаку і навчала дітей Енріко Карузо. Лорі та Дороті поселилися в Австралії, де народився їхній син, віолончеліст Джон Кеннеді. У 24-річному віці Джон переїхав до Англії й почав виступати з Ліверпульським філармонічним оркестром, ставши пізніше головним віолончелістом Королівського філармонічного оркестру сера Томаса Бічема. Перебуваючи в Англії, Джон познайомився з англійською піаністкою Сциллою Стоунер, з якою якось гастролював у 1952 у складі Ллевеллін-Кеннеді фортепіанного тріо (зі скрипалем Ернестом Ллевелліном; Стоунер називали Сциллою Кеннеді, хоча вони з Джоном ніколи не були одружені). Однак врешті-решт Джон покинув Стоунер і повернувся до Австралії, не знаючи, що вона від нього вагітна. Джон не знав про існування свого сина, Найджела Кеннеді, аж поки вперше не зустрівся з ним, коли Найджелу було одинадцять років. У Найджела Кеннеді близько тридцяти близьких родичів у Австралії, яких він відвідує під час гастролей.

## Дитинство
Найджел Кеннеді народився в Брайтоні, Східний Сассекс. Обдарований хлопчик у десять років підбирав мелодії Фетса Воллера на фортепіано, послухавши джазові записи свого вітчима. Був учнем у музичній школі Єгуді Менугіна.

## Кар'єра
У шістнадцятирічному віці Кеннеді був запрошений Стефаном Ґраппеллі для виступу в Нью-Йоркському Карнеґі-Холлі. Свій перший запис він здійснив у 1984, виконуючи Концерт для скрипки Елгара. Запис «Чотирьох пір року» Вівальді з Англійським камерним оркестром у 1989 був проданий накладом 2 мільйонів копій. Альбом залишався на вершині британських класичних чартів протягом року; одна копія продавалася кожні 30 секунд.
Він давав численні виступи для королівської родини. У 1991 вийшла його автобіографія «Always Playing». Згодом він прийняв суперечливе рішення відмовитися від публічних виступів, однак повернувся на сцену через п'ять років. У 1997 Кеннеді отримав нагороду за визначний внесок у британську музику від BRIT Awards.
Кеннеді записав кавер на «Fire» Джимі Хендрикса для альбому 1993 Stone Free: A Tribute to Jimi Hendrix. У 1999 в Sony Classical було випущено альбом The Kennedy Experience, що містив імпровізації на теми Хендрикса. Як ідеться в інтерв'ю Бі-Бі-Сі з Кеннеді, скрипаль називає запис "альбомом музики, на яку надихнув Джимі Хендрикс. Це класичні інтерпретації пісень Хендрикса. Під час запису Кеннеді акомпанували сім інших музикантів, інструменти включали дві віолончелі, гобой, дві гітари, добро, флейту та контрабас.
У 2000 він записав Riders on the Storm: The Doors Concerto — оркестрову версію багатьох пісень The Doors. 27 листопада Кеннеді виступив із рок-гуртом The Doors у королівському Альберт-холлі, граючи на скрипці соло до пісні «Baba O'Riley». Через три роки вийшов альбом із живим виступом в Альберт-холлі. Зіграв кілька треків британської співачки Кейт Буш.
Він виконував музику жанру клезмер із польським джазовим гуртом Kroke.

У кінці 2005 Кеннеді поїхав до Нью-Йорку записати свій перший альбом для джазового лейблу Blue Note Sessions. Разом із ним записувалися Рон Картер (контрабас), Джек Деджонет (ударні), Джо Ловано (саксофон).
Він також грає на віолончелі і записав Концерт для віолончелі сера Вільяма Волтона.
У 1991 він отримав почесний ступінь (доктора літератури) університету Бата.